# Морозовское сельское поселение (Омская область)
Морозовское се́льское поселе́ние — муниципальное образование в Омском районе Омской области Российской Федерации. Административный центр — село Морозовка.

## История
Статус и границы сельского поселения установлены Законом Омской области от 30 июля 2004 года № 548-ОЗ «О границах и статусе муниципальных образований Омской области».

## Население
| 2006  | 2010  | 2011  | 2012  | 2013  | 2014  | 2015  |
| ----- | ----- | ----- | ----- | ----- | ----- | ----- |
| 3654  | ↗4086 | ↗4094 | ↗4232 | ↗4344 | ↗4353 | ↗4364 |
| 2016  | 2017  | 2018  | 2019  | 2020  | 2021  | 2023  |
| ↗4373 | ↘4334 | ↘4330 | ↘4327 | ↗4344 | ↘4258 | ↗4259 |

## Состав сельского поселения
| № | Населённый пункт | Тип населённого пункта       | Население |
| - | ---------------- | ---------------------------- | --------- |
| 1 | Морозовка        | село, административный центр | ↗2717     |
| 2 | Ракитинка        | деревня                      | ↗1369     |